# جبل بانامنت
جبل بانامنت ظاهرة جيولوجية غريبة تحدث موسميا في بحيرة جافة موجودة في جبال «بانامنت» في منطقة وادي الموت بكاليفورنيا، تعرف باسم الصخور المتحركة أو المنزلقة، حيث تتحرك الصخور قي تلك المنطقة مخلفة مسارات عميقة دون وجود آثار للبشر أو الحيوانات، تدل على السبب قي تحركها، وتحدث هذه الظاهرة كل سنتين أو أكثر. وبسبب قاع تلك الصخور الخشنة تخلف خطوطا أفقية عميقة لمسافة قد تصل إلى 260 مترا.
خلال سنوات طويلة حاول العلماء حاول العلماء والباحثون الوصول إلى تفسير منطقى لتحرك تلك القطع الصخرية ورأى فريق منهم أن الرياح القوية هي التي تدفع الصخور عندما تكون الأرض طينية ومبللة، بينما اعترض فريق آخر على هذا التفسير لأن الصخور ثقيلة جدا ولا يمكن للرياح أن تحركها.
و أشار فريق ثالث إلى أنه قي الأجواء الباردة جدا الكتل الصخرية تصبح حركتها سهلة أثناء هبوب العواصف القوية، ورغم كل هذه التفسيرات لا تزال هذه الظاهرة تمثل لغزا محيرا للعلماء والباحثين.